# Ритвіни
Ритвіни (пол. Rytwiny, нім. Rinkendorf) — село в Польщі, у гміні Тшебель Жарського повіту Любуського воєводства.
Населення — 100 осіб (2011).
У 1975-1998 роках село належало до Зеленогурського воєводства.

## Демографія
Демографічна структура станом на 31 березня 2011 року:
|          | Загалом | Допрацездатний вік | Працездатний вік | Постпрацездатний вік |
| -------- | ------- | ------------------ | ---------------- | -------------------- |
| Чоловіки | 48      | 9                  | 36               | 3                    |
| Жінки    | 52      | 14                 | 27               | 11                   |
| Разом    | 100     | 23                 | 63               | 14                   |